# Franco Asencio
Franco Manuel Asencio (Comodoro Rivadavia, 29 de agosto de 1981) es un futbolista argentino. Juega como mediocampista o como delantero en el Huracán del Torneo Federal B.

## Carrera
Comenzó su carrera de futbolista en Comisión de Actividades Infantiles de su ciudad natal. Jugó ahí desde el 2001 donde esa misma temporada (2001/2002) logró un histórico ascenso de su equipo a la segunda división del fútbol argentino siendo campeones de la categoría.
Jugó hasta fines de 2008 en Comisión donde es observado por el técnico chileno Jorge Aravena quien lo solicita para la temporada 2009 de la segunda división del fútbol chileno para defender los colores de Santiago Wanderers de Valparaíso. El 9 de diciembre de 2008 es presentado en la sede de su nuevo equipo.
En Santiago Wanderers se encuentra con un viejo compañero de equipo de Comisión de la temporada 2003, Pablo Darío López. Tras una buena campaña el 2009 logró el ascenso con Santiago Wanderers. Actualmente finalizó su préstamo con Santiago Wanderers y esta a la espera de saber sobre futuro en el cuadro caturro. Tras haber cumplido un buen año en el equipo chileno logrando a final de año el ascenso a Primera División todo parecía que seguiría en el equipo pero Comisión de Actividades Infantiles no quiso alargar su préstamo por lo cual debía regresar a Argentina. Finalmente vuelve al fútbol chileno pero esta vez al también recién ascendido San Luis de Quillota.

## Clubes
| Club                      | País      | Temporadas    |
| ------------------------- | --------- | ------------- |
| CAI                       | Argentina | 2001 - 2008   |
| Santiago Wanderers        | Chile     | 2009          |
| San Luis de Quillota      | Chile     | 2010          |
| CAI                       | Argentina | 2011          |
| CA Los Andes              | Argentina | 2011          |
| Gimnasia y Tiro           | Argentina | 2011 - 2014   |
| Florentino Ameghino       | Argentina | 2014-2016     |
| Jorge Newbery de Comodoro | Argentina | 2016          |
| Huracán                   | Argentina | 2017-presente |

## Títulos

### Nacionales
| Título             | Club                               | País      | Año         |
| ------------------ | ---------------------------------- | --------- | ----------- |
| Torneo Argentino A | Comisión de Actividades Infantiles | Argentina | 2001 - 2002 |